# Albert Scott Crossfield

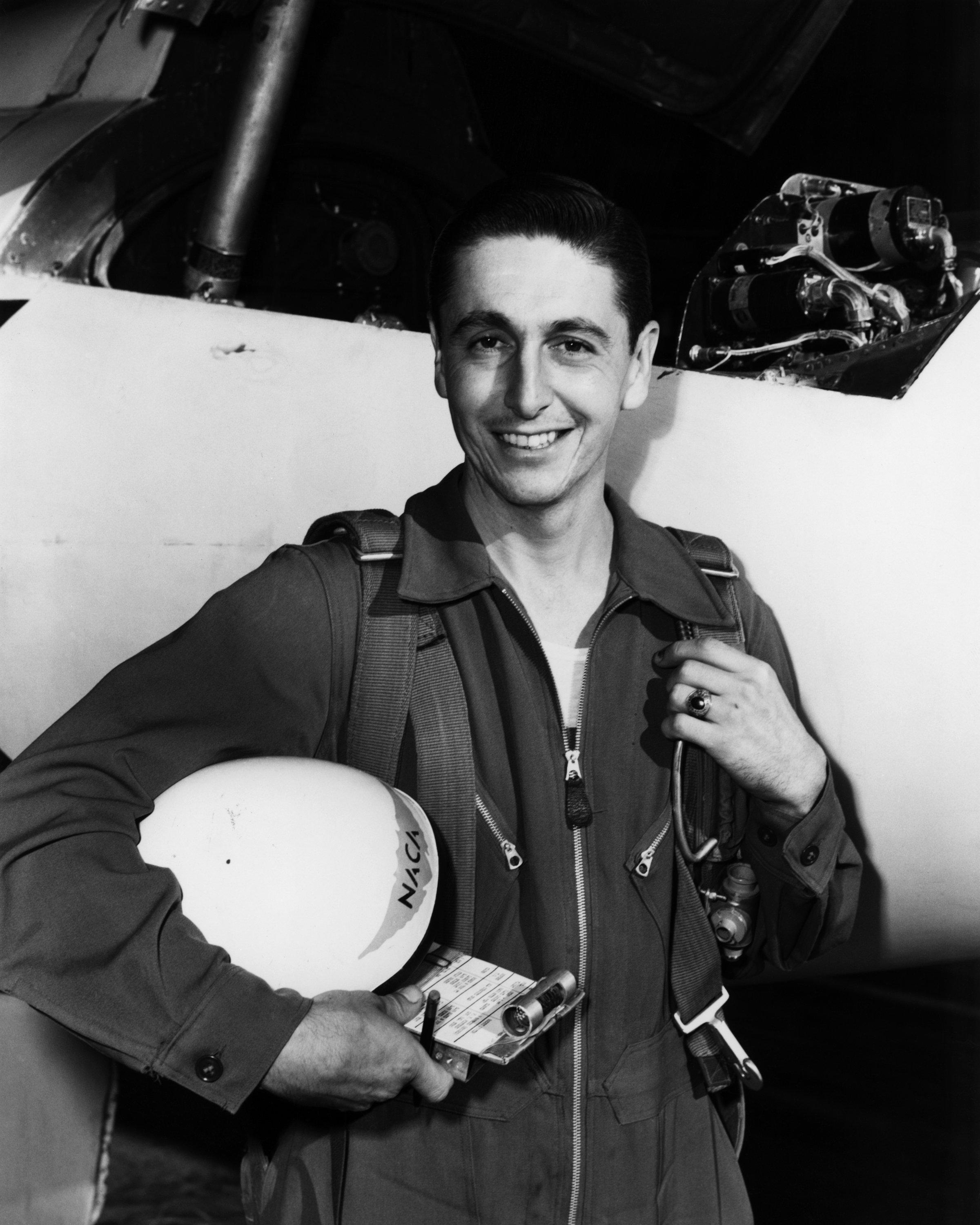
Albert Scott Crossfield

(Albert) Scott Crossfield Jr. (* 2. Oktober 1921 in Berkeley, Kalifornien; † 19. April 2006 in der Nähe von Atlanta, Georgia) war ein US-amerikanischer Testpilot. Er absolvierte als Testpilot für North American Aviation 14 Flüge im X-15-Programm.

## Leben

### Frühe Jahre
Scott Crossfield wuchs in Kalifornien und im Bundesstaat Washington auf. Während des Zweiten Weltkriegs diente er in der US Navy als Fluglehrer und Kampfpilot. Am 21. April 1943 heiratete er Alice Virginia Knoph (1920 – 2015), mit der er neun Kinder hatte. Von 1946 bis 1950 studierte er an der University of Washington Luftfahrttechnik.

### Karriere bei der NACA und in der Luftfahrtindustrie
Crossfield  ging 1950 als Forschungspilot zum National Advisory Committee for Aeronautics (NACA) an die Edwards Air Force Base.
Während der nächsten fünf Jahre flog er dort unter anderem die Typen X-1, XF-92, X-4, X-5, Douglas D-558-I Skystreak und Douglas D-558-II Skyrocket.
Am 20. November 1953 stellte er mit einer D-558-II, die unter einem Bomber aufgehängt in die Luft gebracht wurde, einen neuen Geschwindigkeitsrekord auf. Er war mit 2.078 km/h der erste Mensch, der die doppelte Schallgeschwindigkeit erreichte.
Ab 1955 arbeitete er als Testpilot bei der North American Aviation. Während dieser Zeit wurde er von der United States Air Force für das Projekt Man In Space Soonest (MISS) ausgewählt, das einen bemannten Raumflug zum Ziel hatte. Nach Gründung der NASA wurde dieses Projekt abgesetzt, doch gehörte Crossfield somit zur ersten Raumfahrerauswahl der Geschichte.
Bei North American Aviation spielte Crossfield eine entscheidende Rolle bei der Entwicklung des Überschallraketenflugzeugs X-15. Er war einer der zwölf X-15-Piloten und der einzige von North American. Am 8. Juni 1959 führte er den ersten Gleitflug mit diesem Typ durch, am 17. September 1959 den ersten Flug mit eigenem Antrieb. Bei seinem vierten Flug am 5. November 1959 musste er notlanden. Die Maschine ging zu Bruch, aber Crossfield blieb unverletzt. Seinen letzten X-15-Flug führte er am 6. Dezember 1960 durch.
Danach arbeitete Crossfield als Bereichsleiter der Qualitätssicherung bei North American. Unter anderem war er für die Tests des Apollo-Raumschiffs zuständig, das von North American hergestellt wurde.
Ab 1967 arbeitete Crossfield für Eastern Air Lines, von 1974 bis 1975 für Hawker-Siddeley. Von 1977 bis zu seiner Pensionierung 1993 arbeitete Crossfield als technischer Berater für das Komitee für Wissenschaft und Technik des US-Repräsentantenhauses.

### Leben nach der Pensionierung

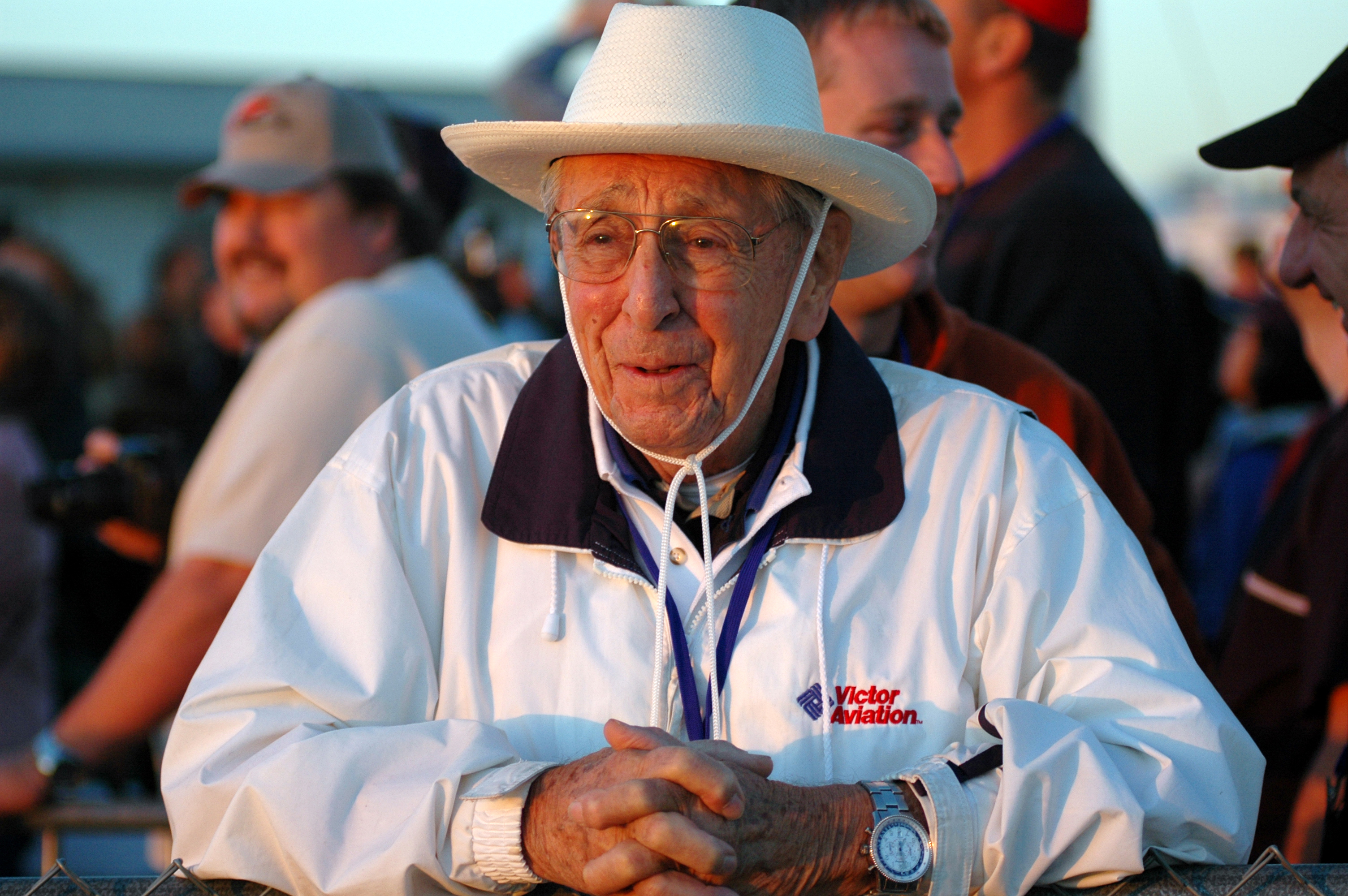
Scott Crossfield (2004)

Von 2001 bis 2003 schulte er vier Piloten auf einem Nachbau des Flyers der Gebrüder Wright. Geplant war eine Wiederholung des historischen Flugs zu dessen 100. Jahrestag, doch musste die Veranstaltung aufgrund des Wetters abgesagt werden.
Am 19. April 2006 startete Crossfield mit seiner einmotorigen Cessna 210A vom Flugplatz in Prattville, Alabama. Sein Ziel war Manassas, Virginia. Während eines Unwetters stürzte der 84-Jährige in einem Waldgebiet im Gordon County, Georgia ab und kam ums Leben.